# Уйгуры в Турции
Уйгуры в Турции — граждане Турции уйгурского происхождения

## История
Связь между турецким народом и уйгурами имеет долгую историю. Обе группы говорят на тюркском языке, и эти две группы имеют значительные этнические и культурные связи.
Поскольку Турция является тюркской страной, уйгуры в значительной степени смогли интегрироваться в турецкое общество. Турция была домом для значительного числа уйгуров на Ближнем Востоке, спасающихся от конфликта в Синьцзяне. Часто уйгуры, желающие мигрировать в Европу и США, выбирают Турцию в качестве транзитного пункта. Турция обеспокоена положением уйгуров, хотя и подвергается критике за беспомощность.
После гражданской войны в Сирии уйгуры участвовали в нескольких джихадистских батальонных группах, некоторые из которых, как полагают, связаны с турецким правительством. Частично им способствовали уйгуры в Турции, особенно Исламская партия Туркестана в Сирии. В 2017 году агентство Рейтер от слов изгнанников и правозащитных групп сообщило, что уйгуры избежали нарушений прав человека со стороны Китая, бежав в Турцию. В то время посол Сирии в Китае заявил, что до 5000 уйгуров участвуют в гражданской войне в Сирии, сославшись на сирийскую статистику о жертвах и военнопленных, захваченных Сирией. Посол заявил, что большинство уйгурских боевиков в регионе сражались «под собственными знаменами» сепаратизма, при этом добавив, что меньшинство воевало на стороне ИГИЛ.